# 孟启予
孟启予（1920年1月1日—），原名陈元，女，祖籍福建长乐，生于北京，北京电视台（今中国中央电视台）副台长、代理台长。

## 生平
1936年，孟启予参加中国共产党领导的革命。1938年加入中国共产党。曾在国民党统治区从事地下工作。1941年到1945年，在延安鲁迅艺术学院学习。
1945年抗日战争胜利后，中央决定恢复延安新华广播电台。1945年8月，延安的无线电技术工程人员安装了一座无线电广播发射台，开始试验播音。首日播送的是延安总部朱德总司令于1945年8月10日发布的限令敌伪投降的命令，播音员为李慕琳、孟启予。1945年9月5日，正式开始播音。孟启予在延安新华广播电台担任播音员，后任延安新华广播电台播音组组长。1947年3月，孟启予随该电台突破国民党军队封锁，将呼号改为“陕北新华广播电台”继续播音。孟启予任陕北新华广播电台播音组组长。1949年北平和平解放，陕北新华广播电台随中国人民解放军总部进驻北平，孟启予继续在一线从事播音工作。
中华人民共和国成立后，孟启予任中央广播事业局编委。孟启予曾经负责筹建中央人民广播电台少年儿童广播部，并任主任。1955年，孟启予赴苏联学习，任莫斯科广播电台华语广播部编辑。回国后，1957年参与筹建中国第一个电视台“北京电视台”，并任副主任。1960年9月起，孟启予作为北京电视台副台长，负责台长工作。1963年12月至1966年9月，任北京电视台代理台长。孟启予在任内要到了毛泽东题写的“北京电视台”台标，该台标自1965年1月1日用到1978年5月1日“北京电视台”更名为“中央电视台”。1966年文革爆发后，孟启予第一批被揪出来，遭到批斗和迫害，后接受劳动改造。1973年1月，中央任命任继胜为北京电视台台长，徐国盛、戴临风、王枫、孟启予任副台长。1978年5月1日，“北京电视台”更名为“中央电视台”，英文呼号CCTV。孟启予任中央电视台副台长。1960年代，孟启予指挥了第26届世界乒乓球锦标赛现场直播。1970年代，孟启予组织了“周恩来总理遗体告别”、“重大地震”、“粉碎四人帮群众大游行”等电视报道。1980年代，组织协调林彪、江青反革命集团案审判大型电视现场直播。1982年，孟启予离休。